# Condado de Golub-Dobrzyń
Nota linguística: Não confundir hrabstwo (condado) com powiat (divisão administrativa)..
Golub-Dobrzyń (polaco: powiat golubsko-dobrzyński) é um powiat (condado) da Polónia, na voivodia de Cujávia-Pomerânia. A sede é a cidade de Golub Dobrzyń. Estende-se por uma área de 612,98 km², com 45 107 habitantes, segundo os censos de 2005, com uma densidade 73,59 hab/km².

## Divisões admistrativas
O condado possui:
Comunas urbanas: Golub-Dobrzyń
Comunas urbana-rurais: Kowalewo Pomorskie
Comunas rurais: Ciechocin, Golub-Dobrzyń, Radomin, Zbójno
Cidades: Golub-Dobrzyń, Kowalewo Pomorskie

## Demografia
População (dados de 30 de Junho de 2005):
|          | Total   | Total | Mulheres | Mulheres | Homens  | Homens |
| -------- | ------- | ----- | -------- | -------- | ------- | ------ |
|          | pessoas | %     | pessoas  | %        | pessoas | %      |
| Total    | 45 107  | 100   | 22 790   | 50,5     | 22 317  | 49,5   |
| Cidades  | 17 127  | 100   | 9001     | 52,6     | 8126    | 47,4   |
| Povoados | 27 980  | 100   | 13 789   | 49,3     | 14 191  | 50,7   |